# Fundação João Pinheiro

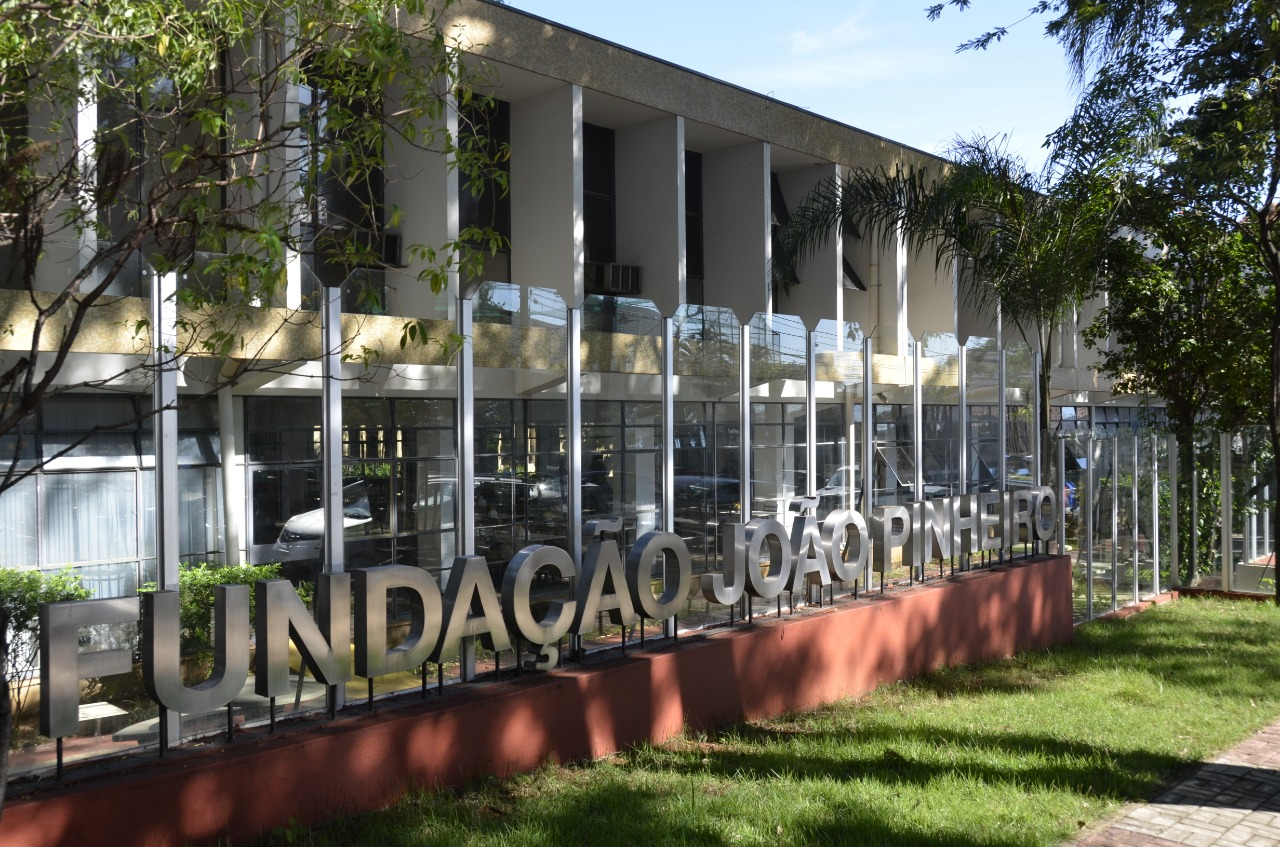
Fachada da Fundação João Pinheiro, Pampulha, Belo Horizonte/MG

A Fundação João Pinheiro (FJP) é uma instituição de pesquisa e ensino, do Governo do Estado de Minas Gerais, criada pela Lei Estadual Nº 5.399, de 12 de dezembro de 1969, e sediada em Belo Horizonte.
Fonte de conhecimento e informações para o desenvolvimento do estado e do país, tem como características a contínua inovação na produção de estatísticas, a criação de indicadores econômicos, financeiros, demográficos e sociais, e um ensino de excelência em administração pública.
Referência nacional em seu campo de atuação, a Fundação João Pinheiro presta serviços a instituições federais, estaduais e municipais, empresas e organizações privadas, universidades, institutos de pesquisa, organismos internacionais e entidades representativas de diversos segmentos sociais.
Suas atividades abrangem estudos básicos para conhecimento da realidade econômica e social do estado e suas regiões; planejamento regional, municipal e metropolitano; elaboração de projetos e estratégias de desenvolvimento setorial e regional; proposição, análise e avaliação de políticas públicas; apoio ao desenvolvimento organizacional e institucional público e privado; pesquisas e projetos relacionados à preservação da memória e do patrimônio histórico e cultural; atividades de extensão e apoio ao desenvolvimento dos municípios; e ensino em administração pública, com cursos de graduação, especialização, mestrado, capacitação e programas de formação executiva.
O nome da fundação é uma homenagem ao político João Pinheiro da Silva, presidente de Minas Gerais em 1890 e entre 1914 e 1918.

## Finalidades e competências legais
A FJP tem como competência realizar estudos técnico-científicos e projetos de pesquisa aplicada, prestar assessoria técnica às instituições públicas e privadas, apoiar e fomentar a pesquisa com vistas ao desenvolvimento integrado do Estado, formar e capacitar recursos humanos e coordenar o sistema estadual de estatística e a execução dos estudos estaduais de geoinformação (exceto mapeamentos de geologia econômica), observadas as diretrizes formuladas pela Secretaria de Estado de Planejamento e Gestão de Minas Gerais (Seplag), com atribuições de:
I – prestar assessoria técnica, institucional e de conhecimento para a formulação e avaliação de políticas públicas e programas de desenvolvimento nas diversas áreas de atuação governamental;
II – coletar, produzir, sistematizar, analisar e divulgar dados e informações estatísticas e indicadores que reflitam a realidade estadual nos diversos segmentos sociais e econômicos;
III – participar da elaboração e apoiar o acompanhamento da política de gestão da informação no âmbito da Administração Pública direta, autárquica e fundacional do Poder Executivo;
IV – promover, fomentar e realizar estudos e pesquisas de acompanhamento e análise conjuntural, comércio exterior, finanças públicas, economia regional, cadeias produtivas, trabalho, demografia, saúde, educação, assistência social, meio ambiente e desenvolvimento sustentável, habitação, segurança pública, cultura, história e memória, geoinformação, com exceção dos mapeamentos de geologia econômica e demais segmentos das políticas econômicas e sociais;
V – prestar serviços relacionados à pesquisa, à criação, à transferência, à adaptação e ao aperfeiçoamento de técnicas e métodos em diferentes áreas de conhecimento;
VI – atuar no monitoramento e na avaliação de políticas públicas;
VII – promover a formação profissional em técnicas e competências demandadas para a modernização administrativa do setor público e para a implementação de políticas públicas, mediante a oferta de cursos regulares de graduação, pós-graduação, capacitação e treinamento e outros programas especiais;
VIII – prestar assessoria e consultoria técnica a instituições públicas e privadas, nacionais e internacionais, no seu âmbito de competência;
IX – promover a cooperação técnica com organizações públicas e privadas, nacionais e internacionais visando ao aprimoramento de suas atividades;
X – realizar trabalhos de demarcação territorial referentes às linhas de divisas interestaduais, intermunicipais e interdistritais e promover estudos e pesquisas nas áreas de geografia e geologia aplicadas, cartografia, aerofotogrametria, geodésia e sensoriamento remoto.

## Vinculação institucional
De acordo com o art. 1º do Decreto nº 47.877, de 5 de março de 2020, que contém o Estatuto da Fundação João Pinheiro, a FJP tem autonomia administrativa e financeira, personalidade jurídica de direito público, prazo de duração indeterminado, sede e foro na capital do Estado e se vincula à Secretaria de Estado de Planejamento e Gestão de Minas Gerais (Seplag).

## Atuação

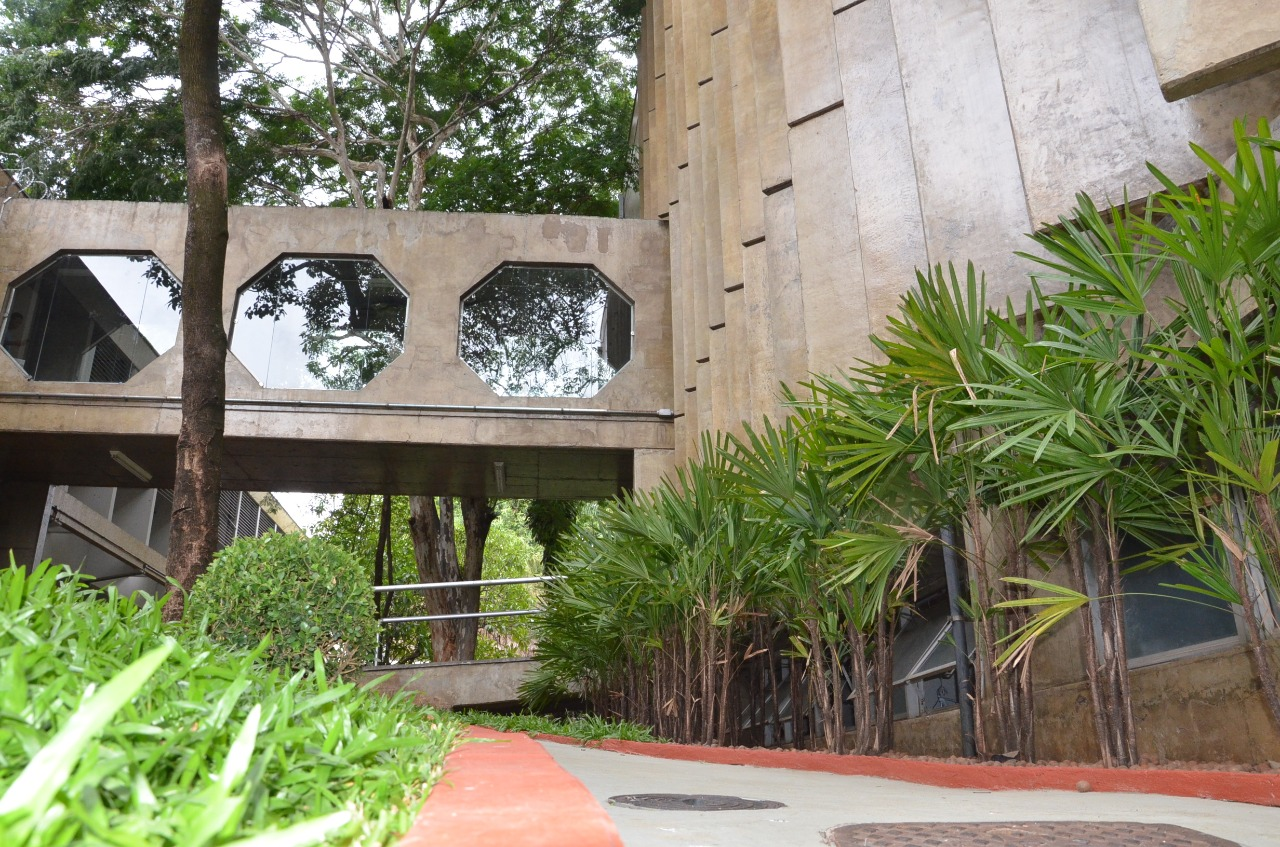
Jardim interno da sede da Fundação João Pinheiro

### Estatística e informações

#### Déficit Habitacional no Brasil
Estudo anual sobre o setor habitacional no país e a evolução de seus indicadores, considerando a falta ou inadequação do estoque urbano de moradias no Brasil, para unidades da Federação e regiões metropolitanas selecionadas. Desenvolvido em parceria com o Ministério do Desenvolvimento Regional, Banco Interamericano de Desenvolvimento (BID) e Programa das Nações Unidas para o Desenvolvimento (PNUD), por meio do Programa Habitar/Brasil/BID.

#### ICMS - Lei Robin Hood
A Lei Estadual Nº 18.030 de 12/01/2009, Lei Robin Hood, estabeleceu os critérios para distribuição da parcela da receita do produto da arrecadação do Imposto sobre Circulação de Mercadoria e Serviços (ICMS) pertencente aos municípios. A Fundação João Pinheiro, responsável pelos cálculos, disponibiliza mensalmente os valores devidos a cada município mineiro distribuídos por índices temáticos em plataforma própria.

#### Índice de Desenvolvimento Humano Municipal - IDHM[6]
Realizado pela Fundação João Pinheiro em parceria com o Programa das Nações Unidas para o Desenvolvimento (PNUD) e o Instituto de Pesquisa Econômica Aplicada (Ipea), o Atlas do Desenvolvimento Humano no Brasil é uma plataforma de consulta ao Índice de Desenvolvimento Humano Municipal (IDHM) de 5.565 municípios brasileiros, 27 Unidades da Federação (UF), 21 Regiões Metropolitanas (RM) e 3 Regiões Integradas de Desenvolvimento (Ride) e suas respectivas Unidades de Desenvolvimento Humano (UDH). O Atlas traz, além do IDHM, mais de 200 indicadores de demografia, educação, renda, trabalho, habitação e vulnerabilidade, com dados extraídos dos Censos Demográficos de 1991, 2000 e 2010.

#### Índice Mineiro de Responsabilidade Social (IMRS)
O Índice Mineiro de Responsabilidade Social (IMRS) foi criado pela Lei Estadual Nº 15011, de 15/1/2004, que também atribui à Fundação João Pinheiro a responsabilidade pela sua construção. O IMRS fornece ao governo estadual e aos 853 municípios mineiros subsídios para avaliar os resultados de suas ações e para o planejamento de políticas públicas nas dimensões Saúde, Educação, Segurança Pública, Vulnerabilidade, Saneamento e Meio Ambiente e Cultura, Esporte e Lazer. A Plataforma do IMRS reúne mais de 700 indicadores, para os anos de 2000 a 2017, dos quais 44 são selecionados para compor o índice.

#### Mercado de trabalho
Com base na Pesquisa Nacional por Amostra de Domicílios (PNAD Contínua), do Instituto Brasileiro de Geografia e Estatística (IBGE), a FJP divulga análises sobre emprego e renda em Minas Gerais. Também são desenvolvidos estudos sobre o tema com recortes temáticos, como a inserção de mulheres e negros no mercado de trabalho, entre outros.

#### Minas e-dados
Minas e-dados é um estudo descritivo anual com análises de tabulações especiais de caracterização do estado de Minas Gerais abordando uma seleção das principais estatísticas demográficas, sociais, urbano-ambientais, econômicas e de multidomínio disponíveis. Além da base de dados completa, a plataforma disponibiliza para download a publicação Minas e-dados 2018, uma síntese anual que caracteriza o estado de Minas Gerais com os dados disponíveis até setembro de 2018.

#### Produto Interno Bruto (PIB) de Minas Gerais
O cálculo do Produto Interno Bruto (PIB) de Minas Gerais é feito pela FJP em conjunto com o Instituto Brasileiro de Geografia e Estatística (IBGE) e apresentado em publicações periódicas que analisam os resultados anuais nos níveis estadual (informações referentes à composição setorial do PIB mineiro, expressas em valores correntes e variações de volume) e municipal (informações referentes aos grandes grupos de atividade econômica dos municípios mineiros e regiões do estado, expressas em valores correntes que possibilitam identificar a participação de cada município e região no total do estado).
Além disso, a FJP desenvolveu uma metodologia própria para o cálculo de indicadores antecedentes de volume, com periodicidade trimestral, que permite a análise conjuntural da economia mineira com detalhamento da variação real do produto agregado nos principais grupos de atividades econômicas.

#### Tabela de Recursos e Usos (TRU) e Matriz Insumo-Produto (MIP)
A TRU mapeia os fluxos de oferta e demanda dos bens e serviços e de renda e emprego para apresentar os principais agregados macroeconômicos de Minas Gerais. Já a MIP tem como referência os fluxos entre as diferentes atividades econômicas e a relação destas com a demanda final e com a conta de renda e as importações, retratando a economia mineira da maneira mais fiel possível.

### Políticas públicas

#### Planos de Desenvolvimento Municipais e Regionais
Planos de desenvolvimento são projetos com o objetivo de definir metas e estratégias para o desenvolvimento sustentável de um dado município ou região – que poderá contemplar vários municípios – em um horizonte de longo prazo, abrangendo as dimensões econômica, social, ambiental e institucional e envolvendo os governos e a população local.

#### Planos Diretores
A Fundação João Pinheiro presta serviços de assessoria técnica para a elaboração e revisão de planos diretores municipais de desenvolvimento territorial integrado, que consiste no levantamento de dados quantitativos e qualitativos para traçar o perfil local, e concepção de propostas técnicas voltadas para as áreas temáticas contempladas no plano, por meio de metodologia participativa; na proposição de alternativas institucionais para a implementação e acompanhamento do plano diretor e capacitação de servidores; na redação do anteprojeto de lei complementar instituindo o plano diretor; e na produção da legislação urbanística básica, se for o caso: Lei de Uso e Ocupação do Solo; Lei de Parcelamento; Código de Obras e Código de Posturas.

#### Estudos temáticos de políticas públicas
A Fundação João Pinheiro elabora pesquisas e estudos temáticos nos diversos campos de atuação das políticas públicas: educação, saúde, segurança pública, assistência social, gênero e diversidade, cultura, turismo e economia criativa, história e memória, entre outros. Os trabalhos retratam a situação de determinado setor, campo ou área, em determinado momento ou situação, identificando problemas, oportunidades ou outros aspectos. Esses estudos podem ter abrangência municipal, regional, estadual ou federal.

#### Planos e programas administrativos
A Fundação João Pinheiro elabora diagnósticos e projetos voltadas para a organização administrativa e melhoria da gestão municipal e dos gastos públicos.

### Informações territoriais

#### Certidão de limites
A FJP é responsável em Minas Gerais pela emissão de Certidões de Pertencimento Municipal para legalização de registros cartoriais e cálculo de distribuição de ICMS, ISSQN, entre outras finalidades.

#### Criação de distritos
Para a elevação de povoados rurais à categoria de distrito, a FJP elabora estudos técnicos em parceria com os municípios mineiros.

#### Demarcação de limites
Com os objetivos de fornecer aos municípios do estado elementos que subsidiem projetos de planejamento e gestão, de esclarecer dúvidas sobre delimitação de territórios e de atestar o alcance da responsabilidade administrativa de cada localidade, a FJP interpreta e demarca limites intermunicipais e interdistritais.

#### Mapas municipais
A FJP é responsável por elaborar o Mapa Municipal de Minas Gerais, revisando a legislação de limites vigente para lançamento de suas divisas e atualizações cartográficas de elementos oriundos de ações antrópicas, como estradas, povoados e edificações, entre outras.

#### Portal da Infraestrutura Estadual de Dados Estaduais (Iede)
A FJP gerencia e mantém atualizada a Iede, base integrada de tecnologias, políticas, mecanismos, procedimentos, padrões e acordos necessários para facilitar e ordenar a geração, o armazenamento, o acesso, o compartilhamento, a disseminação e o uso dos dados geoespaciais de origem estadual.

### Memória e conhecimento

#### Coleção Centenário
Linha editorial exclusivamente voltada para o resgate e a valorização da memória histórica de Belo Horizonte, a Coleção Centenário foi criada por ocasião dos eventos comemorativos dos 100 anos da capital mineira.

#### Coleção Mineiriana
A Fundação João Pinheiro é responsável, desde 1993, pela execução do Programa de Pesquisa Histórica e Edição Coleção Mineiriana, que conta, atualmente, com 44 obras editadas, todas referenciais e de grande relevância para o conhecimento sobre Minas Gerais nos séculos XVIII, XIX e XX. 
Considerada um dos mais importantes programas de pesquisa e edição voltados para a história e memória documental de um estado da federação brasileira, cada obra editada pela Coleção Mineiriana é o resultado de um minucioso trabalho envolvendo atividades bastante complexas e altamente especializadas no campo da pesquisa histórica e edição de fontes documentais, entre as quais se destaca: a transcrição paleográfica e edição crítica de manuscritos inéditos; a tradução de textos de viajantes, também inéditos, em português; a reedição revista e ampliada de obras clássicas e de raridades bibliográficas da historiografia mineira, além da produção contínua e atualizada de ensaios críticos sobre temas relevantes para o conhecimento de Minas Gerais e do Brasil.

### Escola de Governo

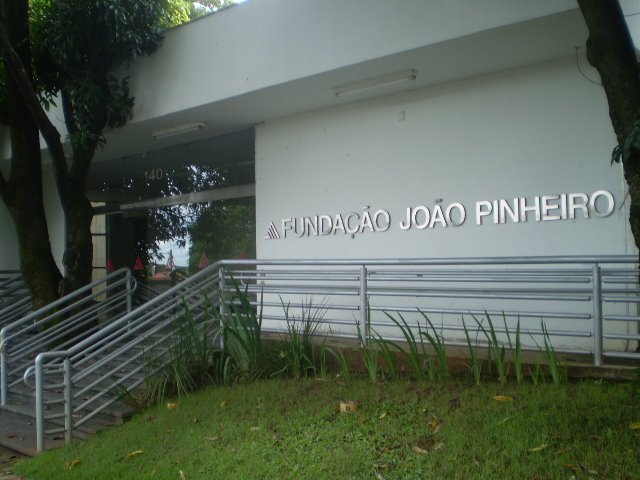
Fachada da Escola de Governo Professor Paulo Neves de Carvalho.

Criada em 1992, a Escola de Governo Professor Paulo Neves de Carvalho é referência em todo o Brasil. Sua missão é promover a modernização e a profissionalização da administração pública, formando e aperfeiçoando os quadros técnicos, difundindo novas práticas de gestão e desenvolvendo estudos e pesquisas na área de administração pública.
Instituição de ensino superior credenciada junto ao Ministério da Educação e ao Conselho Estadual de Educação, a Escola de Governo oferece o Curso de Graduação em Administração Pública (Csap), cursos de capacitação e formação executiva, especialização lato sensu e mestrado em administração pública. 